# HTC Titan
HTC Titan (модельний номер X310e, також відомий як  HTC Eternity, HTC Bunyip, HTC Ultimate)  — смартфон, розроблений компанією HTC Corporation, анонсований 1 вересня 2011 року. Працює під керуванням операційної системи Windows Phone 7.5 Mango.

## Продажі
У США смартфон почав продаватися оператором мобільного зв'язку AT&T 20 листопада 2011 року, коштував $199.99 з дворічним контрактом, $549.99 без контракту.

## Критика
Ресурсу TechRadar сподобались великі розміри, що, у свою чергу, не займає багато місця у кишені, надзвичайний екран та робота в інтернеті (за винятком Flash). Windows Phone 7.5 має блискучий вигляд.
Не сподобався той факт, що увага до деталей не була витримана усюди (як приклад наводять відсутність підтримки множинних Google-календарів). Найвагомішим пропуском названо відсутність слоту розширення пам'яті..

## Огляд приладу
- Огляд HTC Titan [Архівовано 27 жовтня 2012 у Wayback Machine.] на Engadget (англ.)
- Огляд HTC Titan [Архівовано 22 серпня 2017 у Wayback Machine.] на TechRadar (англ.)

## Відео
- Перший погляд на HTC Titan від HTC (англ.)
- Огляд HTC Titan [Архівовано 26 березня 2012 у Wayback Machine.] від PhoneArena (англ.)
- Огляд HTC Titan [Архівовано 21 вересня 2012 у Wayback Machine.] від MobileTechReview (англ.)
- HTC Titan. Хто більше? [Архівовано 11 серпня 2012 у Wayback Machine.] від Mobile I.M.H.O. (рос.)